# Pardina, Tulcea
Pardina (în trecut 1 Mai) este satul de reședință al comunei cu același nume din județul Tulcea, Dobrogea, România.